# هندسة إلكترونيات حيوية

سطح ورقة اللوتس برسم ثلاثي الأبعاد يوضح سبب عدم تبلل الأوراق. يحاول العلماء محاكاة هذا السطح للحصول على سطوح مضادة للتبلل

هندسة إلكترونيات حيوية بيونيك أو الهندسة الحيوية (بالإنجليزية: Bionics) biologically inspired engineering هو فرع من الهندسة يحاول فيه المهندسون تقليد الطبيعة. كان من أول من استعمل ونشر هذه اللفظة الميجور في سلاح الجو الأمريكي جاك ستيل وهي دمج لعبارة بيولوجيا biology وتقنية لتصير بيونيك وذلك للدلالة على أنه يمكن الاستفادة من الطبيعة وتصاميمها في المجالات التقنية.

## وصلات خارجية
- وصلة إلى مركز يهتم بالبيونك في جامعة برلين